# Подлесный (Оренбургская область)
Подлесный — посёлок в Грачёвском районе Оренбургской области, административный центр Подлесного сельсовета.

## География
Находится на расстоянии примерно 28 километров по прямой на север от районного центра села Грачёвка. 

## История
Основан предположительно в 1920-х годах. Входил в советское время в состав колхоза «Украина», ныне СПК «Западный».

## Население
Население составляло 319 человек (68 % русские) по переписи 2002 года ,  248 по переписи 2010 года.